# Menara Kuala Lumpur
Pour les articles homonymes, voir Menara (homonymie).

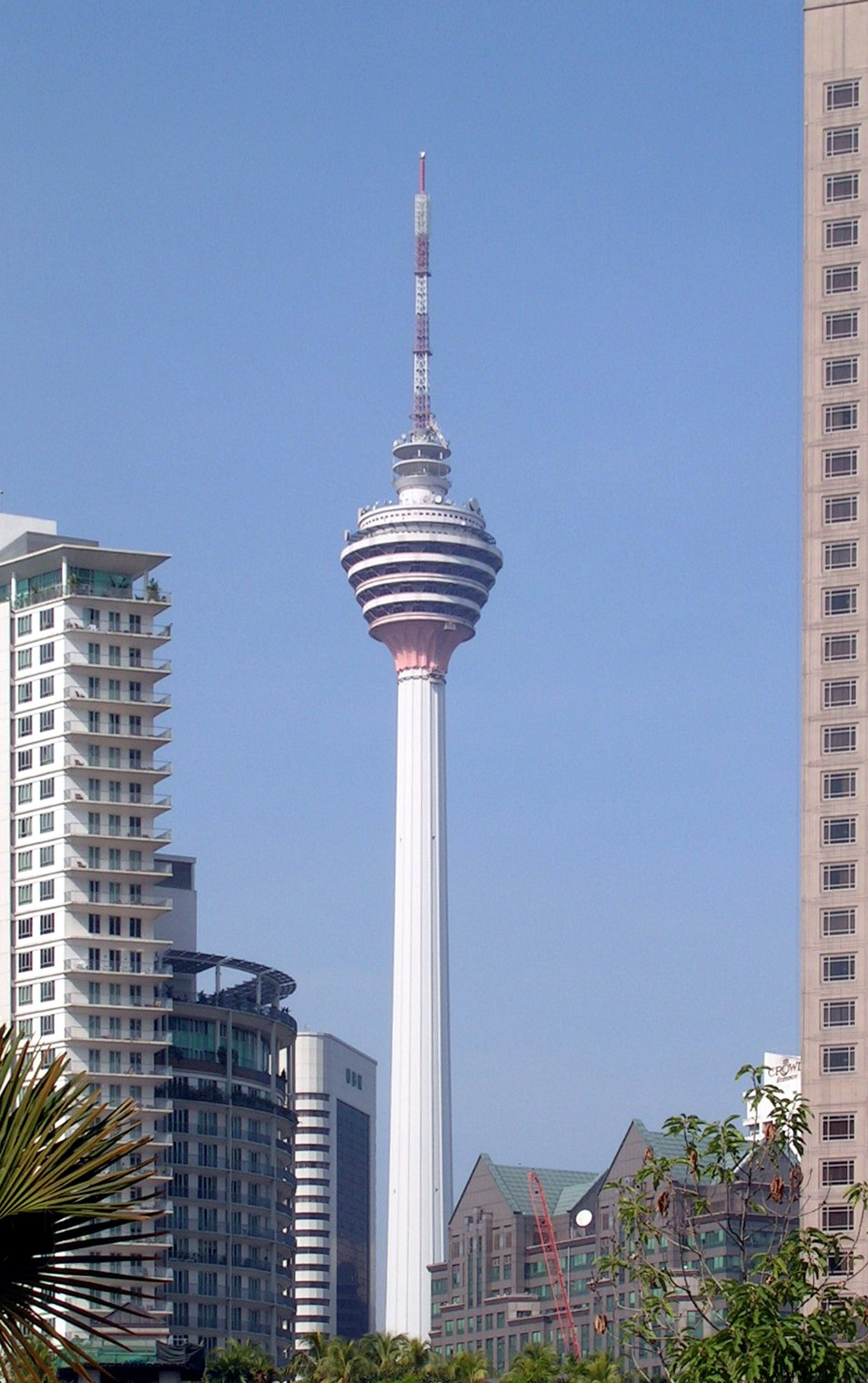
La tour Menara KL

La Menara Kuala Lumpur appelée aussi Tour KL est une tour de 421 mètres (antenne comprise) située en Malaisie à Kuala Lumpur.
Conçue par l'architecte Kumpulan Senireka, la construction débute le 4 octobre 1991. Elle est ouverte au public le 23 juillet 1996, et inaugurée le 1er octobre 1996, soit cinq ans après le début des travaux.
Les touristes peuvent accéder à une plateforme d'observation panoramique située à 276 m du sol, et également monter au niveau supérieur qui intègre un restaurant tout aussi panoramique.
Du haut de la plateforme, la vue est imprenable (s'il n'y a pas trop de pollution) sur toute la ville et les environs. Des guides audio sont à la disposition des touristes et disponibles en plusieurs langues. Il y a de nombreux panneaux (12) indiquant les noms des immeubles visibles.

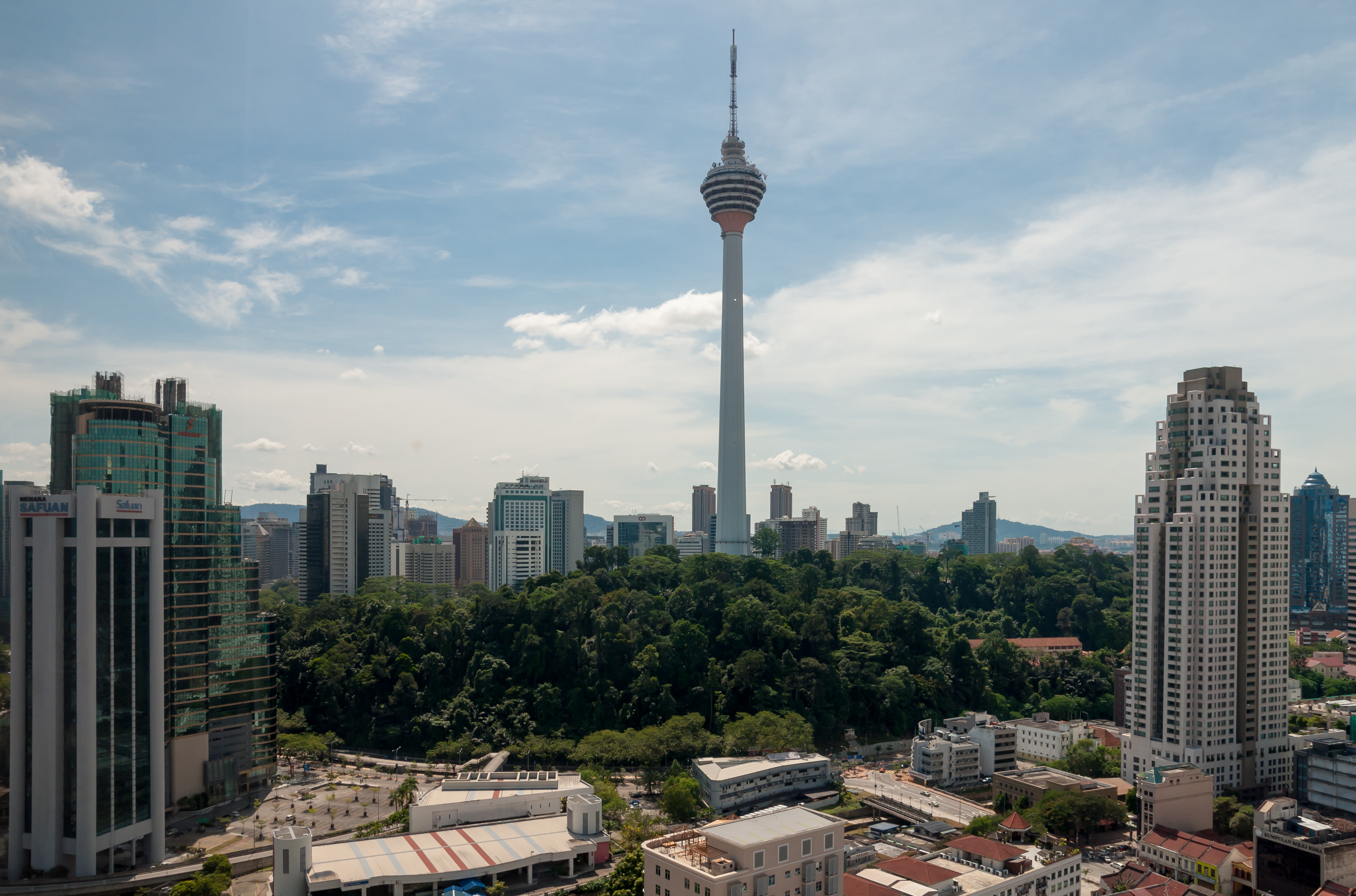
La tour de télévision Menara Kuala Lumpur et, à son pied, la réserve forestière de Bukit Nanas

Bâtie en bordure de la réserve forestière de la colline de Bukit Nanas, la seule forêt urbaine tropicale de la capitale (150 m de large et 700 m de long), parc naturel abritant des arbres majestueux et quelques singes semnopithèques à coiffe, la Tour Menara K.L culmine à 515 mètres au-dessus du niveau de la mer.
La tour est actuellement en partie exploitée par TM (Telekom Malaysia), la compagnie nationale des télécommunications.

## Fonction
Achevée en 1996 et inaugurée le 1er octobre de la même année, cette tour de communication peut également accueillir des visiteurs sur une plateforme à 276 mètres du sol.

## Informations Techniques
- Architecte: kumpulan Senireka
- Type de structure: Cantilever vertical
- Hauteur totale antenne comprise: 421 mètres
- Hauteur de l'antenne: 86 mètres
- Fonctions: Télécommunications & Tourisme
- Niveaux: 11
- Ascenseurs: 4
- Masse de la structure d'acier: 1300 tonnes
- Masse Totale de la tour: 100 000 tonnes